# Barinas (stato)
Lo Stato di Barinas è uno degli Stati del Venezuela. È localizzato nella parte sud-occidentale del paese e la maggior parte del suo territorio è pianeggiante.
Confina a nord con gli Stati di Mérida, Trujillo, Portuguesa e Cojedes, a sud con lo Stato di Apure, a est con il Guárico e a ovest con gli Stati di Mérida e di Táchira.
Oltre la metà della popolazione si concentra nelle città di Barinas, Barinitas, Socopó e Santa Bárbara.
Tra i rilievi spiccano il Calderas (3.900 m s.l.m.) e il Don Pedro (3.790 m s.l.m.); gran parte del territorio è però collinare e pianeggiante, in particolare vi sono una fascia di pianure alte, situate a circa 200 m s.l.m. sfruttabili per l'agricoltura e l'allevamento e una fascia di pianure basse spesso allagate dai numerosi fiumi che attraversano lo Stato.
La risorsa principale dello Stato è l'agricoltura. È il primo Stato del Venezuela per la produzione di cotone. Vi si coltivano inoltre banane, girasoli, caffè, cacao, tabacco, meloni, angurie e riso. Sono importanti anche l'allevamento e la silvicoltura.

## Comuni e capoluoghi
1. Alberto Arvelo Torrealba (Sabaneta)
2. Andrés Eloy Blanco (El Canton)
3. Antonio José de Sucre (Socopó)
4. Arismendi (Arismendi)
5. Barinas (Barinas)
6. Bolívar (Barinitas)
7. Cruz Paredes (Barrancas)
8. Ezequiel Zamora (Santa Bárbara)
9. Obispos (Obispos)
10. Pedraza (Ciudad Bolivia)
11. Rojas (Libertad)
12. Sosa (Ciudad de Nutrias)